# Aceraius kikutai
Aceraius kikutai là một loài bọ cánh cứng trong họ Passalidae. Loài này được Kon, Johki & Boucher miêu tả khoa học năm 1995.